# Cốt truyện
Cốt truyện hay mạch truyện (tiếng Anh: plotline hay dramatic structure) là kết cấu của một tác phẩm kịch văn học như kịch sân khấu hoặc điện ảnh. Đối với các bộ phim thì nó được gọi là nội dung phim hoặc mạch phim. Nhiều học giả đã phân tích về cốt truyện, khởi đầu từ triết gia Aristoteles với tác phẩm Thi học hay Luật thơ (khoảng năm 335 TCN). Bài viết sau đây nhìn từ cách giải thích của Aristoteles về thể loại bi kịch Hy Lạp và trên sự phân tích của tiểu thuyết gia Gustav Freytag về sân khấu kịch Hy Lạp và các vở kịch của Shakespeare.
Lịch sử
cốt truyện có từ lâu, là nhấn mạnh nội dung chính của câu truyên